# Ochna
Ochna es un género de árboles perennes o arbustos que pertenecen a la familia Ochnaceae. Son nativos de los bosques tropicales de África y  Asia. Comprende 306 especies descritas y de estas, solo 29 aceptadas.
Las especies de este género se encuentran en los trópicos del Viejo Mundo, especialmente en África, Madagascar, las islas Mascareñas y Asia.

## Taxonomía
El género fue descrito por Carlos Linneo y publicado en Species Plantarum 1: 513. 1753.

## Especies aceptadas
A continuación se brinda un listado de las especies del género Ochna  aceptadas hasta mayo de 2014, ordenadas alfabéticamente. Para cada una se indica el nombre binomial seguido del autor, abreviado según las convenciones y usos: 
- Ochna andravinensis Baill.
- Ochna arenaria De Wild. & T.Durand
- Ochna barteri (Tiegh.) Hutch. & Dalziel
- Ochna bernieri Baill.
- Ochna boiviniana Baill.
- Ochna ciliata Lam.
- Ochna cinnabarina Engl. & Gilg
- Ochna elegans (Tiegh.) Hutch. & Dalziel
- Ochna gambleoides N.Robson
- Ochna gamostigmata Du Toit
- Ochna hiernii (Tiegh.) Exell
- Ochna holstii Engl.
- Ochna humblotiana Baill.
- Ochna integerrima (Lour.) Merr.
- Ochna katangensis De Wild.
- Ochna latisepala (Tiegh.) Bamps
- Ochna leptoclada Oliv.
- Ochna madagascariensis DC.
- Ochna manikensis De Wild.
- Ochna multiflora DC.
- Ochna natalitia (Meisn.) Walp.
- Ochna pervilleana Baill.
- Ochna pulchra Hook.
- Ochna pygmaea Hiern
- Ochna rhizomatosa (Tiegh.) Keay
- Ochna schweinfurthiana F.Hoffm.
- Ochna serratifolia Baker
- Ochna serrulata Walp.
- Ochna vaccinioides Baker